# Avenida 9 de Julio
Avenida 9 de Julio (hrv. Avenija 9. srpnja) je avenija u Buenos Airesu. Ime je dobila po argentinskom danu nezavisnosti, 9. srpnja 1816. godine.
Avenija je dugačka oko jednog kilometra. Ima po šest traka u svakom pravcu. Širina ulice je oko 140 m.
Prelazak preko ceste često traje nekoliko minuta. Kod obeliska, nalazi se i pješački tunel. 
Avenija je bila planirana 1888., ali zbog protivljenja lokalnog stanovništva i vlasnika kuća počela se graditi tek 1935. Prvi dio je otvoren 9. srpnja 1937.